# Lăng Tháo
Lăng Tháo (凌操; mất 203) là vị tướng quân đội của Đông Ngô sống vào cuối thời Đông Hán trong lịch sử Trung Quốc. Ông là cha của 1 danh tướng của phe Đông Ngô là Lăng Thống. Trong trận chiến tại Hạ Khẩu lần thứ nhất năm 203, Lăng Tháo đang bơi thuyền bị bộ tướng của Hoàng Tổ là Cam Ninh bắn chết, con trai ông là Lăng Thống cướp thuyền khiêng xác cha về và từ đó mang trong lòng mối thù với Cam Ninh, người về sau cũng theo hàng Đông Ngô. Mãi đến trận Hợp Phì năm 215, Cam Ninh bắn tên cứu Lăng Thống thì từ đó hai người kết bạn sống chết với nhau, không thù hằn gì nhau nữa.